# Pont disulfure
 (avril 2019).
Si vous disposez d'ouvrages ou d'articles de référence ou si vous connaissez des sites web de qualité traitant du thème abordé ici, merci de compléter l'article en donnant les références utiles à sa vérifiabilité et en les liant à la section « Notes et références ».
Un pont disulfure (liaison S-S) est une liaison covalente qui se forme par oxydation dans les protéines, de manière post-traductionnelle ou par des agents oxydants mis en œuvre par l'homme. Cette liaison se forme entre les atomes de soufre des fonctions thiol de deux cystéines dans une séquence peptidique (ou protéine) (voir la figure ci-dessous où les groupes R représentent le reste de l'acide aminé). La molécule résultante de la liaison de deux cystéines est la cystine.

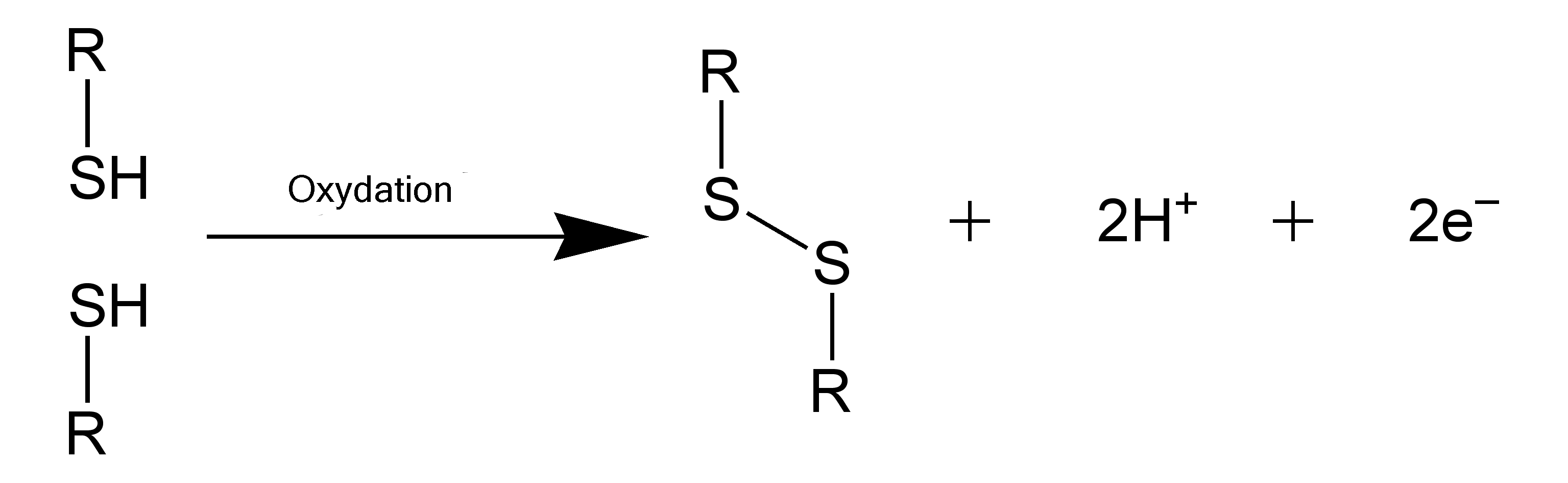
Formation d'un pont disulfure.

Le pont disulfure est un élément des structures tertiaires (après le repliement de la protéine) ou quaternaire (lors d'association de sous-unités protéiques) de la protéine. La formation d'un pont disulfure à partir de deux cystéines s'accomplit spontanément en conditions oxydantes, en particulier en présence de dioxygène. Les ponts disulfures ne se forment en général pas dans le cytoplasme, qui est un environnement réducteur, mais lorsque les protéines sont sécrétées ou exposées à la surface cellulaire.
En biochimie, la réduction d'un pont disulfure peut se faire en présence de réducteurs doux, tels le 2-mercaptoéthanol ou le dithiothréitol (DTT ou réactif de Cleland).

## Rôles biologiques

Pont disulfure.

C'est une liaison nécessaire à la stabilisation de la structure de certaines protéines : certaines petites protéines comme les toxines présentes dans le venin de reptiles ou de scorpions ne peuvent atteindre une conformation active que parce que des ponts disulfures verrouillent leur structure.
Dans la ricine, le pont disulfure relie deux chaines A et B de fonctions complètement différentes. La chaîne B permet à la toxine de se fixer à la paroi cellulaire et la chaîne A, responsable des propriétés toxiques, est capable d’inhiber la synthèse des protéines en attaquant l'ARN des ribosomes, entraînant la mort cellulaire. La destruction du pont disulfure rend la toxine complètement inactive (elle ne peut plus pénétrer la cellule).
Dans d'autres protéines, les ponts disulfures servent à maintenir la liaison entre les différentes chaînes peptidiques ou sous-unités. C'est le cas pour les anticorps produits par les cellules du système immunitaire. Ceux-ci sont composés de quatre chaînes, deux lourdes et deux légères, reliées par des ponts disulfures. C'est également le cas de l'insuline qui est composée de deux chaînes comportant trois ponts disulfures, nécessaires à l'activité de cette hormone.
Enfin, dans quelques cas spécifiques, on trouve un pont disulfure dans le site actif de certaines enzymes ou protéines impliquées dans des processus d'oxydoréduction ou de transport d'électron. C'est le cas par exemple des thiorédoxines qui participent à l'homéostasie de l'état redox de la cellule.

### Ciblage enzymatique
Certaines peptidases comme la kératinase ou la trypsine du pancréas s'attaquent spécifiquement à ce pont et permettent la digestion de substances protéiques comme la fibrine, la lysine, l'arginine ou le collagène.

## Biogénèse et localisation cellulaire
Dans les protéines contenant un grand nombre de cystéines, l'agencement correct des ponts disulfures nécessite parfois l'intervention d'une enzyme spécifique possédant une activité protéine disulfure isomérase (PDI). Ce processus est effectué par les protéines du réticulum endoplasmique rugueux (RER) mais pas dans le cytosol. Le cytosol des cellules est en effet un environnement très réducteur, et conséquemment les protéines cytoplasmiques contiennent donc peu ou pas de ponts disulfures. On en trouve surtout dans les protéines exportées dans d'autres compartiments cellulaires ou hors de la cellule. On en trouve également dans les domaines extracellulaires de protéines membranaires, ils interviennent en particulier dans l'oligomérisation des sous-unités de certains récepteurs comme le récepteur de l'insuline.

## Résistance aux agents chimiques
Les bases fortes et les acides forts ont le pouvoir de détruire les ponts disulfures.
Les ponts disulfure sont aussi sensibles aux réactions d'oxydo-réduction d'où les usages dans la coiffure.

## Applications

### Coiffure
Les cheveux sont constitués à 90 % de kératine liée entre elle par des ponts disulfures, dont le nombre et l'emplacement donnent aux cheveux leur forme. Une permanente consiste en deux réactions chimiques successives. La première (une réduction) rompt un certain nombre de ponts disulfures. La structure de la protéine est relâchée. On enroule alors le cheveu selon la forme voulue. Cette opération amène en face les unes des autres des cystéines qui, à l'origine, étaient éloignées. La deuxième réaction (une oxydation) refait donc des ponts entre des cystéines qui ne se seraient jamais rencontrées naturellement : c'est le processus de la permanente. La protéine prend la forme ondulée imposée par la coiffeuse ou le coiffeur.
Les réactions employées pour friser un cheveu lisse peuvent évidemment être utilisées pour étirer un cheveu frisé. Comme la destruction et la formation des ponts disulfures sont deux réactions faciles à faire ; comme d'autre part, le cheveu pousse selon sa forme naturelle, la frisure ne dure qu'un temps limité. Ceci n'est qu'une explication simplifiée de la structure du cheveu. En effet d'autres molécules sont associées à la kératine, en particulier des pigments.

### Cuisine
La formation des ponts disulfures est responsable de la coagulation des viandes et des œufs. Le chauffage provoque la dénaturation thermique des protéines globulaires du lait ou des protéines fibreuses (chaînes de collagène) de la viande, ce qui expose les groupes portant les atomes de soufre et conduit à leur association par des liaisons disulfure. Lors de la confection des pâtes de pâtisserie ou des pâtes à pain, le pétrissage fournit l'énergie mécanique qui permet aux protéines insolubles (gliadines et gluténines du blé) de se lier entre elles par un réarrangement des ponts disulfures intra- et inter-moléculaires. Il se forme alors un réseau de gluten : la gélification des protéines est à l'origine d'un gel, réseau protéique tridimensionnel complexé avec les lipides de la farine et certains composés glucidiques, emprisonnant les grains d'amidon et les bulles d'air. La structure tridimensionnelle de la matrice de gluten est stabilisée par des liaisons non covalentes (liaisons hydrogènes, interactions hydrophobes et liaisons ioniques) et essentiellement covalentes (ponts tyrosine-tyrosine et surtout liaisons disulfures formées à la suite de l'oxydation des groupements SH sous l’action des enzymes de la farine ainsi que de ses agents oxydants),.

### Vulcanisation
Les ponts disulfures sont aussi à la base d'un procédé chimique appelé vulcanisation permettant le durcissement des caoutchoucs. Le caoutchouc naturel ou synthétique sans additif est une matière trop molle pour de nombreuses utilisations actuelles. Le procédé de vulcanisation consiste à introduire divers additifs dont du soufre dans le caoutchouc avant une cuisson à haute température. Lors de ce procédé, le soufre forme des ponts disulfure intra et inter moléculaire ce qui va lier entre eux les chaînes de polymère du caoutchouc, leur donnant ainsi des propriétés de dureté tout en conservant une certaine élasticité au matériau. Les procédés exacts de cuisson et d'ajout du soufre sont tenus secrets par les transformateurs car c'est la concentration en soufre et la température de cuisson qui détermine, en grande partie, les propriétés physiques du caoutchouc vulcanisé.